# アネット・エディーキャラゲイン
アネット・エディーキャラゲイン（Annette Eddie-Callagain、1953年2月11日 - ）は、元米軍の法務官、日本の外国法事務弁護士。日本弁護士連合会、九州弁護士会連合会、沖縄弁護士会に所属。イーシー外国法務弁護士事務所の代表。
主な取り扱い領域は米軍人や軍属の父親の捜索や養育費請求など。

## 経歴
ルイジアナ州ニューアイビーリア出身。1975年5月、サザン大学で実務教育の学位を取得し、1981年にサザン大学ローセンターで法学博士号を取得。
ウェストフェリシアナ郡地方検事局に勤務し、後にルイジアナ州検事総長事務局矯正課の専属弁護士を務めた。1983年に米国空軍JAG部隊に入隊し、カリフォルニア州ヴィクターヴィルのジョージ空軍基地、ネブラスカ州オファット空軍基地、沖縄県嘉手納飛行場、カリフォルニア州エルセグンドのアメリカ国防兵站局、アメリカ国防契約管理局西地区などで12年間、弁護士として勤務した。1995年に空軍予備軍に入隊。
1990年から1993年までの沖縄での勤務中、米軍人や軍属の父親が妻・子と別れて子の養育費を払わない問題を目のあたりにした。1995年、民間人として沖縄に戻り、アフリカ系アメリカ人として初めて日本で外国法事務弁護士の免許を取得。1996年に宜野湾市で開業した。1997年、外国人女性として初めて日本で私立法律事務所「イーシー外国法務弁護士事務所」を沖縄市に開業。後に事務所は宜野湾市へ移転。
なお、ルイジアナ州では最高裁判所、中部地区連邦地方裁判所、ネブラスカ州では最高裁判所、米軍控訴裁判所での弁護士資格を有する。
アメリカには養育費履行強制制度があるが、日本にいる母子は泣き寝入りをしている状態だった。1997年から各州の養育費履行強制局と連絡を取り始め、全米養育費履行協会（NCSEA）の会員となって沖縄から当制度の請求を行う方法を調整し、1998年に初めて養育費の支払が行われた。2005年頃までは養育費の請求に関しては無償で行ったという。
2002年に社会貢献支援財団から国際協力賞を受賞。
アジア初かつ唯一の養育費制度を設立し、社会貢献奨励基金を授与されたことなどが認められ、2007年にサザン大学ローセンターの栄誉殿堂に選ばれた。
2020年現在、琉球大学法科大学院の兼任教員（学外非常勤講師）としてアメリカ法を担当している。